# Chris Young (giocatore di baseball 1983)
Christopher Brandon Young (Houston, 5 settembre 1983) è un giocatore di baseball statunitense di ruolo esterno, free agent dal 29 ottobre 2018.

## Minor League
Young frequentò la Bellaire High School di Bellaire, Texas e da lì venne selezionato al 16º turno del draft amatoriale MLB del 2001 ,come 493a scelta assoluta, dai Chicago White Sox. Nel 2002 iniziò con gli Arizona League White Sox rookie finendo con .217 alla battuta, .308 in base, fuoricampo, 17 RBI, 26 punti "run" e 7 basi rubate in 55 partite. Nel 2003 giocò con due squadre finendo con .276 alla battuta, .339 in base, 7 fuoricampo, 28 RBI, 52 punti, 21 basi rubate in 74 partite.
Nel 2004 con i Kannapolis Intimidators A finì con .262 alla battuta, .365 in base, 24 fuoricampo, 56 RBI, 83 punti e 31 basi rubate in 135 partite. Nel 2005 con i Birmingham Barons AA finì con .277 alla battuta, .377 in base, 26 fuoricampo, 77 RBI, 100 punti e 32 basi rubate in 126 partite. 
Il 20 dicembre 2005 venne scambiato dai White Sox agli Arizona Diamondbacks insieme a Orlando Hernández e Luis Vizcaino per avere Javier Vazquez.
Nel 2006 con i Tucson Sidewinders AAA finì con .276 alla battuta, .363 in base, 21 fuoricampo, 77 RBI, 78 punti e 17 basi rubate in 100 partite. Nel 2009 con i Reno Aces AAA finì con .370 alla battuta, .460 in base, 3 fuoricampo, 9 RBI, 17 punti e 2 basi rubate in 13 partite.
Nel 2012 giocò con due squadre finendo con .267 alla battuta, .267 in base, un fuoricampo, 8 RBI, 3 punti e nessuna base rubata in 4 partite. Nel 2013 con i Sacramento River Cats AAA finì con 1.000 alla battuta, 1.000 in base, nessuna fuoricampo, un punto e una base rubata in una singola partita.

## Major League

### Arizona Diamondbacks (2006-2012)

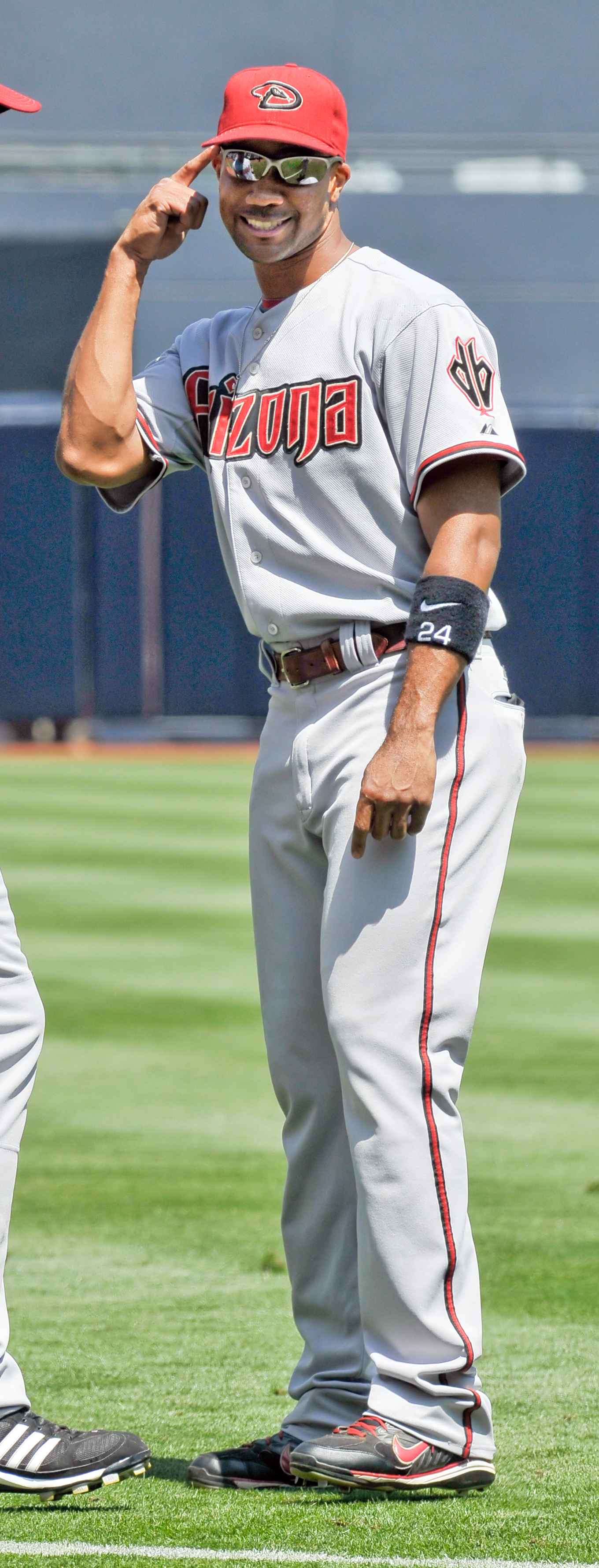
Young con i D-Backs nel 2008

Debuttò nella MLB il 18 agosto 2006, al Petco Park di San Diego contro i San Diego Padres. Finì con 243 alla battuta, .308 in base, 2 fuoricampo, 10 RBI, 10 punti, 2 basi rubate, 50 eliminazioni e un assist in 30 partite di cui 15 da partente. Nel 2007 finì con .237 alla battuta, .295 in base, 32 fuoricampo (10º nella National League), 68 RBI, 85 punti, 27 basi rubate, 354 eliminazioni di cui 2 doppie, 6 assist e 6 errori da esterno centrale in 148 partite di cui 144 da partente.
Nel 2008 finì con .248 alla battuta, .315 in base, 22 fuoricampo, 85 RBI, 85 punti, 42 doppie (7º nella NL), 7 triple (8º nella NL), 14 basi rubate, 393 eliminazioni di cui 2 doppie, 5 assist e 3 errori da esterno centrale in 160 partite di cui 157 da partente. L'8 aprile 2009 firmò un contratto di 5 anni per un valore di 28 milioni incluso un milione di bonus alla firma e l'opzione nel 2014 per la squadra di rifirmare il giocatore per un altro anno a 11 milioni. Finì la stagione con .212 alla battuta, .311 in base, 15 fuoricampo, 42 RBI, 54 punti, 11 basi rubate, 287 eliminazioni di cui una doppia, 3 assist e 2 errori da esterno centrale in 134 partite di cui 117 da partente.
Nel 2010 finì con .257 alla battuta, .341 in base, 27 fuoricampo, 91 RBI, 94 punti, 28 basi rubate (10º nella NL), 418 eliminazioni di cui 6 doppie, 10 assist e 7 errori da esterno centrale in 156 partite di cui 153 da partente. Nel 2011 terminò con .236 alla battuta, .331 in base, 20 fuoricampo, 71 RBI, 89 punti, 38 doppie (4º nella NL), 80 basi concesse (6º nella NL), 22 basi rubate, 394 eliminazioni di cui 2 doppie, 4 assist e 3 errori da esterno centrale in 156 partite di cui 155 da partente.
Nel 2012 finì con .231 alla battuta, .311 in base, 14 fuoricampo, 41 RBI, 36 punti, 8 basi rubate, 201 eliminazioni di cui 2 doppie, 4 assist e 2 errori da esterno centrale in 101 partite di cui 87 da partente. Il 20 ottobre 2012 entrò in uno scambio a tre squadre dove Young venne ceduto insieme a soldi, agli Oakland Athletics per avere Cliff Pennington, oltre a Heath Bell più soldi dai Miami Marlins. Gli Athletics cedettero Yordy Cabrera dalle proprie Minor League Baseball ai Marlins.

### Oakland Athletics (2013)
Con gli Athletics finì con .200 alla battuta, .280 in base, 12 fuoricampo, 40 RBI, 46 punti, 10 basi rubate, 240 eliminazioni, 2 assist e 2 errori da esterno destro in 107 partite di cui 96 da partente. Il 1º novembre 2013 divenne per la prima volta free agent dopo che gli Athletics declinarono l'opzione per la stagione 2014.

### New York Mets (2014)
Il 22 novembre 2014 firmò un contratto annuale con i New York Mets per un valore di 7,25 milioni di dollari. Saltò la prima partita della stagione regolare contro i Washington Nationals per un affaticamento al quadricipite della gamba destra. Nella seconda partita dopo solo un inning fu costretto ad uscire in anticipo dal campo per lo stesso problema. Il 3 aprile venne inserito sulla lista infortunati dei 15 giorni. Il 18 ritornò in campo contro gli Atlanta Braves, finendo con .000 alla battuta in 4 apparizioni al piatto. Fu svincolato dalla squadra il 15 agosto nel corso della stagione.

### New York Yankees (2014-2015)
Il 27 agosto 2014 Young firmò un contratto di minor league con i New York Yankees. Fu chiamato in MLB in settembre, giocando in 23 partite fino al termine della stagione.
L'8 novembre 2014 rinnovò con gli Yankees, con un contratto di major league valido per un anno del valore di 2.5 milioni di dollari.

### Boston Red Sox (2016-2017)
Il 1º dicembre 2015, Young firmò un contratto di due anni dal valore complessivo di 13 milioni, con i Boston Red Sox.

### Los Angeles Angels (2018)
Il 18 febbraio 2018, Young sottoscrisse un contratto di 2 milioni valido un anno, con i Los Angeles Angels. Divenne free agent a fine stagione.

## Vittorie
- Division West della National League: 2

Arizona Diamondbacks: 2007, 2011
- Division West della American League: 1

Oakland Athletics: 2013

## Premi
- MLB All-Star: 1

2010
- Future Game Selection (2005)
- Baseball America All-Star della MiLB (2005)
- Baseball American All-Star della AAA (2006)
- Baseball America All-Star della AA (2005)
- (2) Giocatore della settimana della South Atlantic League (26/06/2005 e 14/08/2005)
- MVP dell'anno dei Diamondbacks (2010)
- MLBPAA Diamondbacks Heart and Hustle Award (2010)
- Rookie dell'anno per i Diamondbacks (2007)
- Home Run Derby partecipante (2010)

## Numeri di maglia indossati
- n° 24 con gli Arizona Diamondbacks (2007-2012)
- nº 25 con i Oakland Athletics (2013)
- nº 1 con i New York Mets (2014-).